# Hunter (Schiff, 1936)
HMS Hunter (H35) war ein Zerstörer der H-Klasse der britischen Royal Navy. Der Zerstörer wurde im März 1937 bei einer Patrouillenfahrt vor der spanischen Südküste durch eine Unterwasserexplosion schwer beschädigt und fiel 18 Monate aus. Am 10. April 1940 sank die Hunter vor Narvik beim ersten britischen Angriff auf die zehn deutschen Zerstörer, die den norwegischen Erzhafen besetzt hatten.

## Geschichte des Schiffes
Die Hunter lief am 25. Februar 1936 als Teil einer der beiden bei Swan Hunter in Wallsend im Dezember 1934 bestellten Zerstörer der H-Klasse vom Stapel. In Dienst gestellt wurde der Zerstörer am 20. September 1936.
Wie ihre Schwesterschiffe der H-Klasse verdrängte die Hunter 1350 t.l. (max. 1883 t.l.), war 98,5 m lang, 10,1 m breit und hatte einen Tiefgang von 3,8 m. Drei Admiralitätskessel erzeugten den Dampf für die Parsons-Getriebeturbinen mit einer Leistung von 34.000 PS, die eine Geschwindigkeit von bis zu 36 Knoten ermöglichten. Der Treibstoffvorrat von 470 t.l. Treiböl gab der Hunter eine Reichweite von bis zu 5530 Seemeilen bei einer Marschgeschwindigkeit von 15 Knoten. Die Besatzung des Zerstörers umfasste im Frieden 137 Mann und wurde im Kriegsfall auf 146 Mann verstärkt.

Bewaffnet war das Schiff mit vier einzelnen 4,7-inch-(120-mm)-L/45-Mk.IX-Kanonen, die auf dem Vorschiff und am Heck sich überschießend angeordnet waren. Zur Abwehr von Luftangriffen standen dazu noch zwei Vierfach-0,5-inch-Vickers-Mk.III-Maschinengewehre zur Verfügung. Wie alle Zerstörer des Standardtyps hatte sie zwei Vierfach-21-inch -Torpedorohrsätze. Zur Abwehr von U-Booten verfügte der Zerstörer über eine Abwurfschiene und zwei Wasserbombenwerfer und hatte 20 Wasserbomben an Bord, die schon kurz nach dem Kriegsbeginn auf 35 verstärkt wurden.

### Einsatzgeschichte
Der Zerstörer ersetzte mit seinen Schwesterschiffen und dem zur Klasse gehörenden Flottillenführer Hardy nach und nach die Zerstörer der C-Klasse bei der britischen „2nd Destroyer Flotilla“, die während der Abessinienkrise ins Rote Meer und dann ins Mittelmeer verlegt worden war. Seit Dezember 1936 unterstand die Flottille endgültig der „Mediterranean Fleet“. Sie beteiligte sich seit dem Ausbruch des spanischen Bürgerkriegs an den sogenannten Neutralitätspatrouillen vor der spanischen Küste im westlichen Mittelmeer.

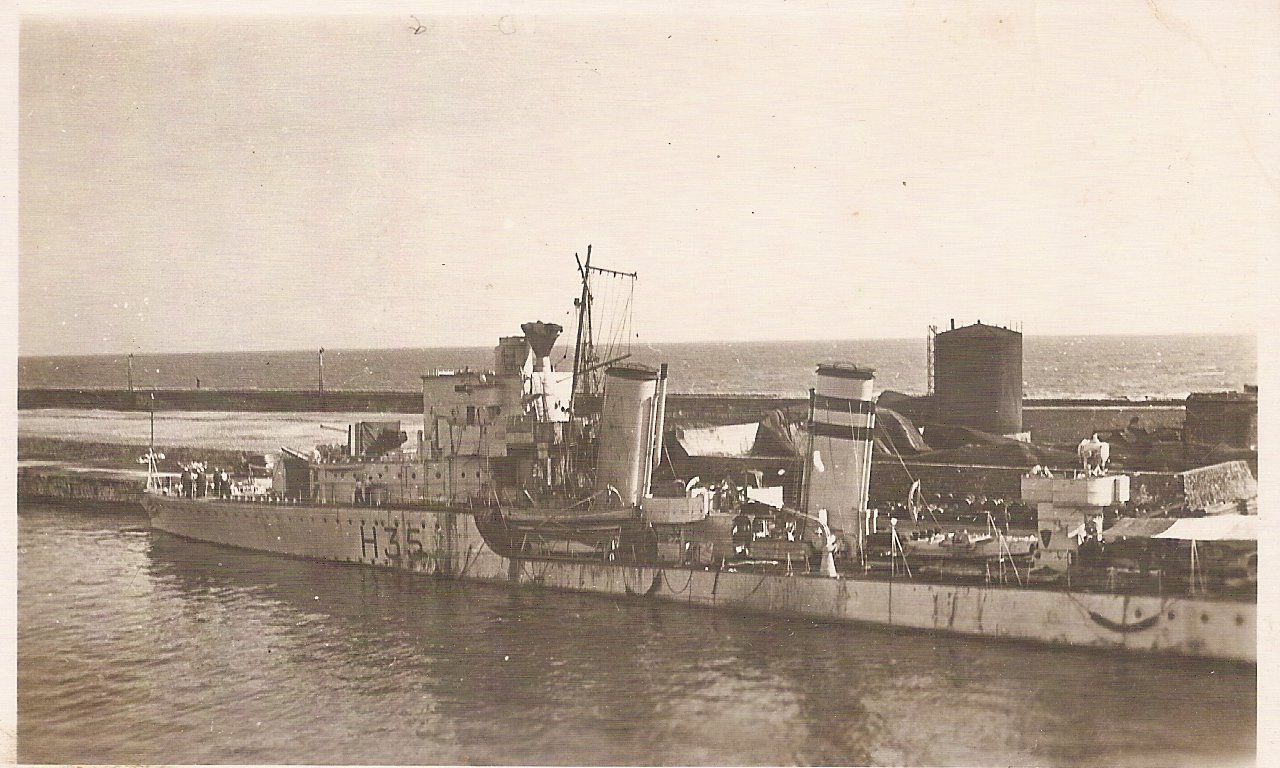
Die beschädigte Hunter

Bei einer dieser Patrouillenfahrten wurde die Hunter am 13. Mai 1937 vor der spanischen Mittelmeerküste nahe Almería durch eine Unterwasserexplosion schwer beschädigt. Ob es sich dabei um eine Mine oder einen Torpedotreffer eines italienischen U-Bootes gehandelt hat, konnte nicht abschließend geklärt werden. An Bord des Zerstörers starben acht Mann und neun weitere wurden erheblich verletzt. Der Bug des Schiffes war schwer beschädigt und der vordere Kesselraum zerstört.

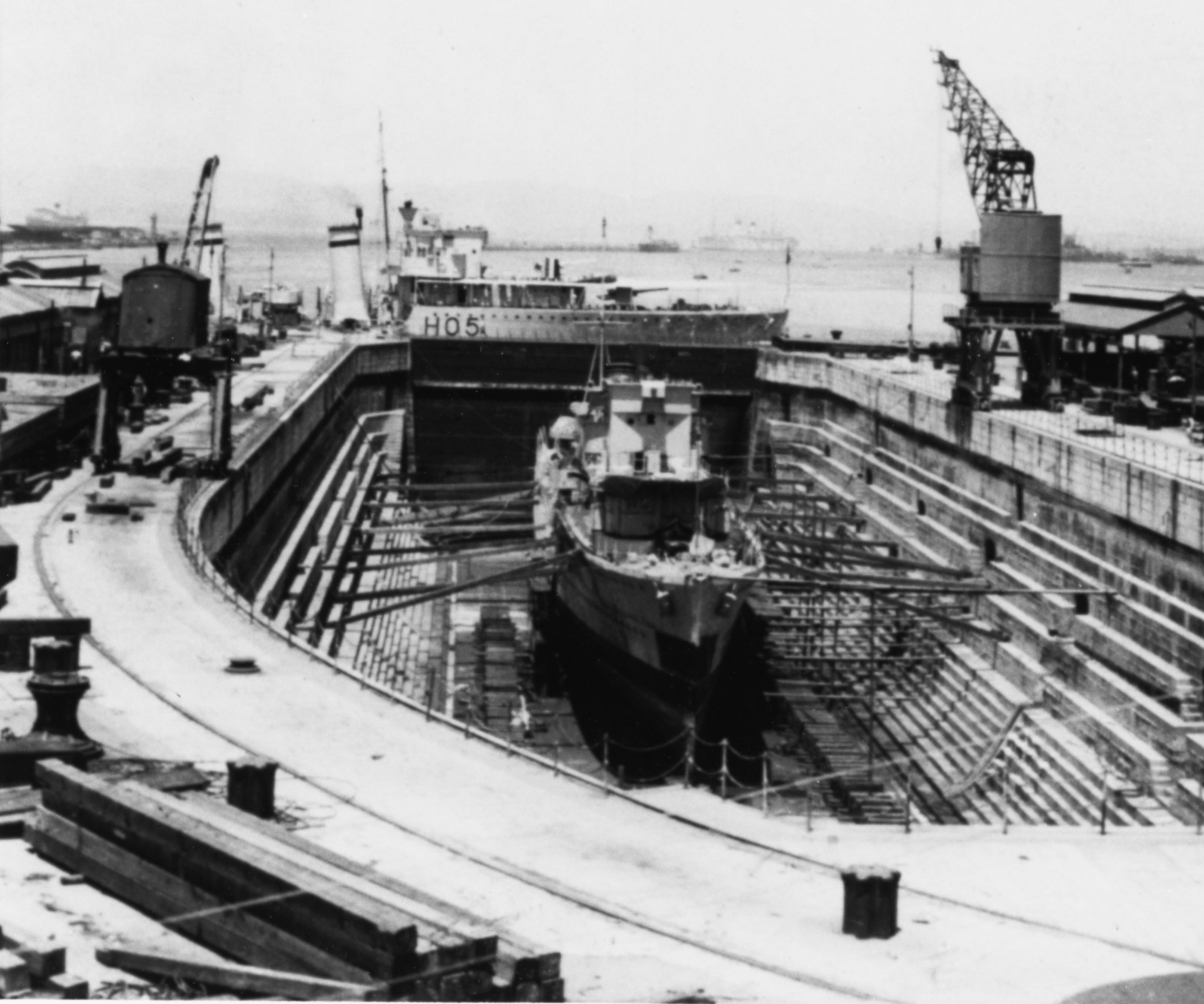
Die Hunter im Dock in Gibraltar, dahinter die Greyhound

Der Leichte Kreuzer Arethusa schleppte den Zerstörer über das Heck nach Gibraltar, wo im Dock die ersten Reparaturen erfolgten, um eine weitere Verlegung des Schiffes möglich zu machen. Nach der Notreparatur konnte der Zerstörer nach Malta verlegt werden und auf der dortigen Marinewerft die Schäden gründlich beseitigt werden. In der „2.Flottille“ wurde die Hunter bis zum Oktober 1938 durch die Worcester der V- und W-Klasse ersetzt. Erst Anfang November 1938 begannen die ersten Testfahrten der instandgesetzten Hunter.
Im August 1939 befand sich der Zerstörer zu einer planmäßigen Werftliegezeit in Devonport, die am 27. August abgeschlossen wurde. Für den Kriegsfall wurde er der Sicherung des britischen Handelsverkehrs im Mittelatlantik zugeteilt und befand sich beim Ausbruch des Zweiten Weltkriegs auf dem Weg nach Freetown, wo er am 4. September eintraf.

### Kriegseinsätze
Mit der Hunter verlegten auch die Zerstörer Havock und Hyperion nach Freetown, wo jetzt auch die Neptune, der Stationskreuzer der „South Africa Station“ seine Einsatzbasis hatte. Dazu traf wenige Tage später auch noch der Zerstörer Hotspur nach einer Überholung in Großbritannien dort ein. Mitte Oktober 1939 wurde Freetown Basis der „Force K“ der Royal Navy, zu der aus der Heimat der Schlachtkreuzer Renown und der Flugzeugträger Ark Royal sowie aus dem Mittelmeer der Flottillenführer Hardy und die vier restlichen Zerstörer der H-Klasse traten. Noch im Oktober wurde ein Teil der Gruppe auf andere Basen verteilt und die Hunter kam so am 4. November nach Bermuda, um Sicherungs- und Überwachungsaufgaben im östlichen Atlantik wahrzunehmen. Am 4. Dezember 1939 verlegte sie dann nach Halifax, um zeitweise neben der Hyperion und der Hereward am Ausbildungsprogramm des total umgebauten Schlachtschiffes Valiant um Bermuda teilzunehmen.
Am 23. Januar 1940 begleiteten Hunter und Hereward die Valiant und den Kreuzer Enterprise nach dem Abschluss des Ausbildungsprogramms von Bermuda nach Halifax. Während die Hereward wegen schwerer Seeschäden auf dem Verlegungsmarsch in Halifax in die Werft musste, begleitete die Hunter weiterhin die Valiant als Teil der Sicherung des kanadischen Geleits TC 3 mit über 7000 Soldaten auf den Truppentransportern
Aquitania (45.647 BRT), Empress of Britain (42.348 BRT), Monarch of Bermuda (22.424 BRT), Empress of Australia (19.665 BRT, ex Tirpitz) und der polnischen Chrobry (11.442 BRT). Zur Geleitsicherung gehörte auch noch das Schlachtschiff Malaya und am ersten Tag die vier inzwischen kanadischen Zerstörer der C-Klasse, sowie einen Tag länger die Enterprise, die wieder zu kanadischen Küste zurückkehrten. Vor den britischen Inseln wurde der Geleitzug dann von zehn britischen Zerstörern aufgenommen. Die Hunter wurde nach dem Eintreffen der Zerstörersicherung zur Routineüberholung entlassen, die am 8. Februar 1940 in Falmouth begann.
Anfang März 1940 war das Schiff wieder einsatzbereit und wurde den Einheiten zugeteilt, die britische Einsätze gegen die deutsche Erzversorgung über Narvik planten.

### Das Ende der Hunter
Nachdem deutsche Truppen im Rahmen des Unternehmens Weserübung von deutschen Zerstörern in Narvik gelandet worden waren, lief die Hunter zusammen mit ihren Schwesterschiffen aus, um den Ofotfjord zu blockieren. Am 10. April 1940 nahm der Zerstörer an dem Ersten Seegefecht bei Narvik teil. Der 2nd Destroyer unter Captain Warburton-Lee gelang es mit Hardy, Hunter, Hotspur, Havock und Hostile, die Deutschen in Narvik bei sehr unsichtigem Wetter zu überraschen und die Zerstörer Wilhelm Heidkamp und Anton Schmitt zu versenken sowie die Zerstörer Diether von Roeder und Hans Lüdemann zu beschädigen. Auch die deutschen Handelsschiffe Neuenfels (8096 BRT), Aachen (6388 BRT), Altona (5892 BRT), Hein Hoyer (5836 BRT) und Martha H. Fisser (4879 BRT) gingen durch Torpedo- oder Artillerietreffer der angreifenden Zerstörer verloren, weitere Schiffe wurden beschädigt.
Auf dem Rückmarsch nach der Beschießung des Hafens wurde die Hunter von der Artillerie deutscher Zerstörer (Georg Thiele und Bernd von Arnim) in Brand geschossen. Die hinter ihr laufende Hotspur erhielt einen Treffer in der Ruderanlage und rammte nicht mehr steuerbar die bereits schwer beschädigte Hunter, die daraufhin um 5:30 Uhr sank. 110 Mann der 145 Mann Besatzung kamen dabei ums Leben.
Das Wrack der Hunter wurde am 5. März 2008 während eines jährlichen Manövers britischer und norwegischer Marineeinheiten durch das norwegische Spezialschiff Tyr auf dem Grund des Ofotfjords in 305 m Tiefe wiederentdeckt auf 68° 25′ N, 17° 12′ O.